# Anton (I.) von Dobelhoff-Dier
Anton (I.) Freiherr von Dobelhoff-Dier (* 1733 in Wien; † 20. Dezember 1812), k. k. wirklicher Hofrat, Präsident der Akademie der Künste, Mitglied der Wohlthätigkeits-Hofcommission, wurde von Kaiser Franz I. am 23. Juni 1757 in den Reichsfreiherrnstand und am 9. April 1772 in den österreichischen Freiherrenstand erhoben.

## Leben
Anton (I.) Ritter von Dobelhoff, der Sohn von Carl H. Holler von Doblhoff, trat nach der Beendigung seiner Studien in den Staatsdienst und wurde 1756 zum k. k. Regierungsrat in Justizangelegenheiten ernannt. Seit 1762 wirklicher Hofrat und Beisitzer beim Commerzienrat, erwarb er sich Verdienste um den Aufschwung der österreichischen Industrie (besonders der Stahlindustrie). Er legte als Erster eine Seidenkultur an.
Bis zur Aufhebung durch Kaiser Joseph II. führte er die Aufsicht über das von seinem Vater errichtete Johannesspital in Wien. Danach wurde er Referenten der Hofcommission der Armenversorgungsanstalten und später deren Präsident und wurde auch von Kaiser Franz II. in die Wohlthätigkeits-Hofcommission als Mitglied berufen.
Als Präses (Präsident) der Akademie der Künste förderte er das Kunstgewerbe. 
Anton (I.) war in erster Ehe mit Therese Freiin von Dier († 1752) verheiratet, ab 1761 in zweiter Ehe mit Theresia Freiin von Penckler (1742–1819), mit der er acht Söhne und drei Töchter hatte. 1756 wurde er von seinem verstorbenen Schwiegervater Karl Joseph von Dier, k. k. Hofrat und geheimen Kammerzahlmeister, zum Universalerben seines großen Vermögens eingesetzt und übernahm seinen Namen und sein Wappen. Am 23. Juni 1757 wurde Anton (I.) Ritter von Dobelhoff von Kaiser Franz I. als Freiherr von Doblhoff-Dier in den Reichsfreiherrnstand und am 9. April 1772 mit allen Nachkommen in den erbländischen österreichischen Freiherrenstand erhoben. Nach seinem Tod erbte sein ältester Sohn Karl von Doblhoff-Dier den Titel und die Herrschaften und Güter Rauhenstein, Weikersdorf, Rauheneck, Rohr und Sauerhof (alle heute Baden bei Wien).